# Route nationale 633
Die Route nationale 633, kurz N 633 oder RN 633, war eine französische Nationalstraße, die von 1933 bis 1973 zwischen Boulogne-sur-Gesse und einer Straßenkreuzung mit der ehemaligen Nationalstraße 117 östlich von Montréjeau verlief. Ihre Länge betrug 30 Kilometer.